# Кроссман, Ричард
Ричард Говард Стаффорд Кроссман (англ. Richard Howard Stafford Crossman, 15 декабря 1907, Банбери, Оксфордшир — 5 апреля 1974[…], Банбери, Оксфордшир) — британский государственный деятель, председатель Лейбористской партии (1960—1961), министр здравоохранения и социальных служб Великобритании (1968—1970).

## Биография

### Образование. Вторая мировая война
Родился в семье адвоката и члена Высокого суда Чарльза Стаффорда Кроссмана и Хелен Элизабет (урожденной Говард).
Получил образование в школе Туифорд и в Винчестерском колледже. Он преуспел в учебе и на футбольном поле. В 1931 г. окончил Нью-колледж в Оксфорде, специализируясь на антиковедении. Преподавал философию в университете, прежде чем стать лектором Просветительной ассоциации рабочих (WEA). Он был советником в городском совете Оксфорда и в 1935 г. стал главой его лейбористской группы.
В начале Второй мировой войны он присоединился к управлению «политической войны» под руководством Роберта Брюса Локхарта, где он возглавлял немецкую секцию. Готовил антинацистские пропагандистские передачи для Радио европейской революции, созданного руководителем Управления специальных операций(SOE). Впоследствии он стал помощником начальника отдела психологических войн штаба и за службу в военное время становится офицером ордена Британской империи. В апреле 1945 г. был одним из первых британских офицеров, вошедших в бывший концлагерь «Дахау». Вместе с военным корреспондентом Колином Уиллсом Кроссман выступил соавтором сценария «Фактического обследования немецких концентрационных лагерей», документального фильма британского правительства, снятого Сидни Бернштейном при консультировании Альфреда Хичкока, который показал ужасающие сцены из повседневности нацистских концентрационных лагерей. Незавершенный фильм был отложен на десятилетия до того, как его собрали ученые в Имперском военном музее, и он был выпущен в 2014 г.
Кроссман стал ключевым участником ежегодной конференции в Кёнигсвинтере, организованной Лило Мильхзак для объединения британских и немецких законодателей, ученых и формирующих общественное мнение с 1950 г. Конференции приписывали помощь в преодолении негативных воспоминаний, сформированных войной.

### Политическая карьера
На всеобщих выборах 1945 г. он был избран в Палату общин, сохраняя мандат практически до конца жизни (1974).
В 1945—1946 гг. по представлению министра иностранных дел Эрнеста Бевина входил в состав англо-американского комитета по расследованию проблем европейского еврейства и Палестины. Отчет комитета, представленный в апреле 1946 года, содержал рекомендацию о том, чтобы 100 000 перемещенных евреев были допущены в Палестину. Рекомендация была отклонена британским правительством, после чего Кроссман сформировал социалистическую оппозицию к официальной британской политике в отношении Палестины. Это вызвало негативную реакцию Бевина и, возможно, было основным фактором, который помешал политику получить министерский пост в лейбористском кабинете 1945—1951 гг. Первоначально Кроссман поддерживал арабов, но после встречи с Хаимом Вейцманом до конца жизни оставался сторонником сионизма. В своем дневнике он описал Вейцмана как одного из очень немногих великих людей, которых я когда-либо встречал.
В 1947 г. закрепил свое статус лидера левого крыла Лейбористской партии, когда выступил соавтором брошюры «Держитесь Левее» (Keep Left), в которой подвергается критике стратегия США в «холодной войне». Был одним из наиболее выдающихся бивенистов (последователей социалистического лидера Эньюрина Бивена в рядах лейбористов). С 1952 по 1967 г. являлся членом Национального исполнительного комитета Лейбористской партии, а с 1960 по 1961 г. был председателем партии.
В 1950—1960-х гг. вел регулярную колонку под названием «Кроссман говорит …» в газете «Daily Mirror». До 1973 г. поддерживал регулярные связи с ГДР и сегодня считается неофициальным спецпредставителем британского правительства во взаимодействии с партийными и правительственными учреждениями ГДР в начале 1960-х гг.
В 1957 г. наряду с Эньюрином Бивеном и Морганом Филлипсом выступил соавтором иска о клевете против издания The Spectator, которое описало этих политиков как сильно пьющих во время социалистической конференции в Италии. Поклявшись, что обвинения не соответствуют действительности, они выиграли иск. Однако в посмертно опубликованных дневниках Кроссмана был указано, что обвинения The Spectator были правдой и что все трое из них лжесвидетельствовали.
Неоднократно входил в состав лейбористского кабинета Гарольда Вильсона:
- 1964—1966 гг. — министр жилищного строительства и местного самоуправления,
- 1966—1968 гг. — лорд-председатель Совета и лидер Палаты общин,
- 1968—1970 гг. — министр здравоохранения и социальных служб Великобритании. На этом посту работал над амбициозным предложением дополнить британскую государственную пенсию с фиксированной ставкой дополнительной выплатой, связанной с заработком.

В течение месяцев политической нестабильности, которая привела к проигрышу лейбористов на выборах, некоторое время рассматривался в качестве потенциального преемника Гарольда Вильсона.
После поражения лейбористов на всеобщих выборах (1970) он становится редактором журнала New Statesman, в этой должности проработал два года.
Являлся плодовитым писателем и редактором. В «Платоне сегодня» (Plato To-Day, 1937) он представляет Платона, посещающего нацистскую Германию и сталинский Советский Союз. Платон критикует нацистских и коммунистических политиков за злоупотребление идеями, изложенными в сочинении «Государство». После Второй мировой войны он выступил редактором сборника антикоммунистических сочинений «Бог, который потерпел неудачу» (The God that Failed, 1949). Наибольшее известность получили его дневники в трех томах, изданные посмертно (Diaries of a Cabinet Minister). При этом британское правительство пыталась через суд запретить публикацию мемуаров. При этом видный лейборист Майкл Фут выступил на суде в защиту издания дневников. Дневники Кроссмана были опубликованы в 1981 г. и послужили одним из источников для создания сценариев комедийного сериала «Да, господин министр».

## Избранные труды
- «Управляющие и управляемые (история политических идей и политической практики)». Лондон: Кристоферс (1939)
- «Платон сегодня». Нью-Йорк: издательство Оксфордского университета (1939)
- «Палестинская миссия: личный рекорд». Нью-Йорк: Харпер (1947)
- «Бог, который потерпел неудачу». Нью-Йорк: Харпер (1950) (редактор)
- «Нация возрождается». Нью-Йорк: Атенеум (1960)
- «Политика социализма». Нью-Йорк: Атенеум (1965)
- «Мифы правительственного кабинета». Кембридж: издательство Гарвардского университета (1972)
- «Дневники министра» (в трех томах, 1975, 1976 и 1977 годы)
- «Дневники „заднескамеечника“ Ричарда Кроссмана» (1981)

## Награды и звания
Офицер ордена Британской империи.